# Juan Carlos Torres (futbolista)
Juan Carlos Torres (Bogotá, Cundinamarca, Colombia; 29 de abril de 1958) es un exfutbolista colombiano que se desempeñó como volante y jugó en Independiente Santa Fe, Club Atlético River Plate, Millonarios y en el Deportes Quindío. Juan Carlos fue el primer futbolista colombiano que jugó en River Plate. Además, su tío Juan Torres también fue futbolista profesional y jugó en Independiente Santa Fe, equipo con el que fue campeón del Fútbol Profesional Colombiano en 1966.

## Trayectoria

### Inicios
Juan Carlos Torres nació en la ciudad de Bogotá, la capital de Colombia, y fue allí en dónde empezó a jugar fútbol desde pequeño. Se formó como jugador en un equipo aficionado llamado Patria, donde destacó haciendo que fuera llamado varias veces a la Selección Bogotá. Con la selección jugó en varios torneos, y después de un Torneo Nacional de Mayores, fue contratado por Independiente Santa Fe.

### Independiente Santa Fe
A principios del año 1976, Juan Carlos llegó a Santa Fe, donde empezó a jugar con el equipo de reservas. Después fue ascendido a la nómina profesional, y debutó como profesional. A principios de 1977, el equipo cardenal jugó un torneo amistoso, y enfrentó a River Plate. En el partido contra el equipo argentino, Juan Carlos tuvo un buen partido que hizo que el equipo Millonario lo contratara.

### River Plate
Después de haber jugado en Independiente Santa Fe, club donde debutó como profesional, Juan Carlos llegó a River Plate a principios del año 1977. Allí, jugó en el equipo de reservas, siendo uno de los jugadores destacados junto a Ramón Díaz y Omar Labruna, dos jugadores históricos del equipo. El colombiano jugó con el equipo profesional varios partidos en primera división. Aunque su desempeño fue bueno, Juan Carlos regresó a Colombia para jugar nuevamente en Independiente Santa Fe, y retomar sus estudios.

### Regreso a Santa Fe
En 1978, luego de haber jugado en el fútbol argentino, Juan Carlos regresó a Colombia y volvió a jugar en Santa Fe. En su regreso, jugó más partidos, siendo un jugador destacado. Además, el bogotano hizo parte de la nómina del equipo cardenal que fue subcampeón del Fútbol Profesional Colombiano en 1979.

### Millonarios
En el año 1980, Juan Carlos se fue a jugar a préstamo a Millonarios, el equipo más grande de la ciudad de Bogotá. Allí jugó por un año, demostrando sus buenas condiciones.

### Deportes Quindío
Después de haber estado en Millonarios, el bogotano se fue a jugar al Deportes Quindío, equipo de la ciudad de Armenia, en 1981. En el equipo Cuyabro, jugó varios partidos y fue un jugador destacado desde 1981 hasta finales de 1982, año en el que se retiró del fútbol profesional.

## Otros trabajos
Después de retirarse como futbolista profesional, Juan Carlos trabajó como contador público y como consultor independiente.

## El fútbol en su familia
Juan Carlos no fue el único futbolista profesional en su familia, ya que su tío Juan Torres jugó en Independiente Santa Fe, equipo con el que fue campeón del Fútbol Profesional Colombiano en 1966.

## Clubes
| Club                        | País     | Año              |
| --------------------------- | -------- | ---------------- |
| Club Independiente Santa Fe | Colombia | 1976 y 1978-1979 |
| Club Atlético River Plate   | Colombia | 1977             |
| Millonarios                 | Colombia | 1980             |
| Deportes Quindío            | Colombia | 1981-1982        |